# Clouange
Clouange is een gemeente in het Franse departement Moselle in de regio Grand Est. De gemeente maakt deel uit van het arrondissement Thionville. Clouange telde op 1 januari 2022 3.591 inwoners.

## Geschiedenis
De gemeente maakte tot 1 januari 2015 deel uit van het arrondissement Thionville-Ouest toen het arrondissement werd samengevoegd met het arrondissement Thionville-Est tot het arrondissement Thionville. Clouange maakte deel uit van het kanton Moyeuvre-Grande tot het op 22 maart 2015 werd opgeheven en de gemeenten werden opgenomen in het kanton Hayange.

## Geografie
De oppervlakte van Clouange bedroeg op 1 januari 2022 3,01 vierkante kilometer; de bevolkingsdichtheid was toen 1.193 inwoners per km². De gemeente ligt aan de Orne.

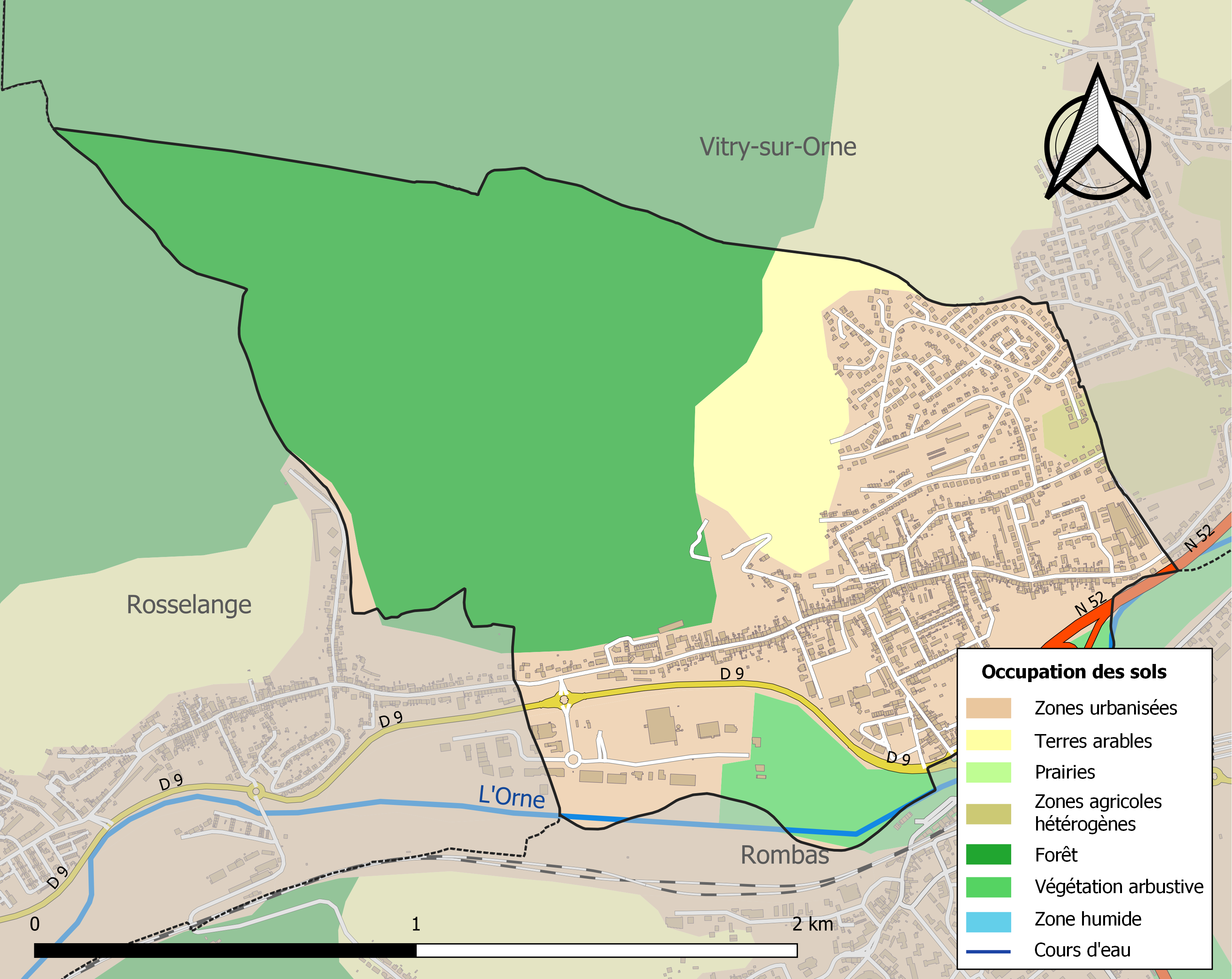
Kaart van de gemeente met de belangrijkste infrastructuur, bodemgebruik en omliggende gemeenten

## Demografie
Onderstaande figuur toont het verloop van het inwonertal (bron: INSEE-tellingen).